# Distrito de Mansfeld-Südharz
Mansfeld-Südharz es un distrito del estado de Sajonia-Anhalt, en Alemania. Fue establecido por la combinación de los antiguos distritos de Sangerhausen y Mansfelder Land como parte de la reforma del 2007.

## Ciudades y municipios
El distrito Mansfeld-Südharz está conformado por:
| Ciudades independientes                                                                  | Municipios independientes |
| ---------------------------------------------------------------------------------------- | --- |
| 1. Allstedt 2. Arnstein 3. Eisleben 4. Gerbstedt 5. Mansfeld 6. Sangerhausen 7. Stolberg | 1. Arnstedt 2. Dederstedt 3. Freist 4. Friedeburg 5. Heiligenthal 6. Seegebiet Mansfelder Land 7. Südharz 8. Wickerode 9. Wiederstedt |

| Verwaltungsgemeinschaften y Verbandsgemeinden                                               | Verwaltungsgemeinschaften y Verbandsgemeinden           | Verwaltungsgemeinschaften y Verbandsgemeinden                                                                                               |
| ------------------------------------------------------------------------------------------- | ------------------------------------------------------- | --- |
| - 1. Goldene Aue3 1. Berga 2. Brücken-Hackpfüffel 3. Edersleben 4. Kelbra1, 2 5. Wallhausen | - 2. Hettstedt 1. Hettstedt1, 2 2. Ritterode 3. Walbeck | - 3. Mansfelder Grund-Helbra3 1. Ahlsdorf 2. Benndorf 3. Blankenheim 4. Bornstedt 5. Helbra1 6. Hergisdorf 7. Klostermansfeld 8. Wimmelburg |
| 1sede del Verwaltungsgemeinschaft; 2ciudad; 3Verbandsgemeinde                               |                                                         | |